# Claúdio Zélito da Fonseca Aguiar
Claúdio Zélito da Fonseca Aguiar, meglio conosciuto come Lito (Pedra Badejo, 3 febbraio 1975), è un ex calciatore portoghese naturalizzato capoverdiano, di ruolo attaccante.